# 瓦季斯瓦夫九世
瓦季斯瓦夫九世（波蘭語：Warcisław IX，約1400年—1457年4月17日），波美拉尼亞公爵，巴爾寧六世的次子。

## 家庭
1420年，瓦季斯瓦夫與薩克森-勞恩堡公爵埃里希四世的女兒索菲亞結婚，兩人共有兩個兒子：
1. 埃里克（約1420年—1474年）
2. 瓦季斯瓦夫（英语：Wartislaw X, Duke of Pomerania）（1435年—1478年）